# World Trade Review
World Trade Review ist eine Fachzeitschrift, die sich mit dem Welthandel beschäftigt.

## Geschichte, Veröffentlichungsweise und Inhalt
Die Zeitschrift ist eine Kooperation von Welthandelsorganisation und Cambridge University Press und wurde vom WTO-Generaldirektor Mike Moore 2002 ins Leben gerufen. Die Zeitschrift erscheint dreimal jährlich. Es findet ein peer-review aller eingereichten Artikel statt. Inhaltlich behandelt die Zeitschrift neben Wirtschafts- und Rechtsfragen auch politische Themen.
Obwohl die Zeitschrift auf einer Initiative der Welthandelsorganisation beruht, ist das Redaktionskomitee von ihr unabhängig. Im Redaktionskomitee befinden sich (Stand Februar 2024): Richard Blackhurst, Steve Charnovitz, Joseph Francois, Judith Goldstein, Henrik Horn, Douglas A. Irwin, Patrick Low, Petros Mavroidis, André Sapir, Alan Sykes und Joseph Weiler. Als Herausgeber wirkt L. Alan Winters.